# Sgangogatt
Sgangogatt è il terzo album del gruppo musicale folk metal italiano Folkstone, uscito nel 2011.

## Tracce
1. La Ballata del diavolo – 2:26
2. La danza della marmaglia – 2:52
3. Pantoletta (Schelmish Tribute) – 3:21
4. Mit Dans – 2:14
5. Avanti! – 3:57
6. Gigo – 1:52
7. Oro se vie (Corvus Corax Tribute) – 2:29
8. Igni gena (Schelmish Tribute) – 4:00
9. Luppulus in Fabula – 4:41
10. Le bal de l'ours – 3:06
11. Sgangogatt – 2:58
12. Ol mesciòt – 3:04
13. Stella Splendens – 1:16